# Saltillo (Mississippi)
Saltillo is een plaats (town) in de Amerikaanse staat Mississippi, en valt bestuurlijk gezien onder Lee County.

## Demografie
Bij de volkstelling in 2000 werd het aantal inwoners vastgesteld op 3393.
In 2006 is het aantal inwoners door het United States Census Bureau geschat op 3944, een stijging van 551 (16,2%).

## Geografie
Volgens het United States Census Bureau beslaat de plaats een oppervlakte van
22,6 km², geheel bestaande uit land.

## Plaatsen in de nabije omgeving
De onderstaande figuur toont nabijgelegen plaatsen in een straal van 20 km rond Saltillo.